# Никольский, Глеб Александрович
Глеб Алекса́ндрович Нико́льский (р. 1952, Ленинабад, Таджикская ССР) — советский, российский оперный певец (бас); Заслуженный артист Российской Федерации.

## Биография
В 1979 окончил Московскую консерваторию по классу А. И. Батурина. В 1979—1987 гг. — солист Воронежского театра оперы и балета. В 1982 г. стажировался в Школе усовершенствования профессионального мастерства при театре «Ла Скала» у Джульетты Симионато.
В 1987 году окончил ассистентуру Московской консерватории под руководством Е. Е. Нестеренко, после чего был солистом Московской филармонии.
В 1988—1998 годы — солист Большого театра.

## Творчество
На сцене Большого театра впервые выступил в 1983 г. в качестве приглашённого солиста (Гремин, Король Рене). В том же году дебютировал в неаполитанском театре Сан-Карло (Падре Гуардиано, Гектор). Выступал в ведущих театрах мира (Ла Скала, Метрополитен-опера, Парижская национальная опера, Лисео, Венская государственная опера, Берлинская государственная опера, Финская национальная опера), на фестивалях в Савонлинне, Зальцбурге, Брегенце, Овьедо.

### Оперные партии
- Сусанин — «Иван Сусанин» М. И. Глинки
- Светозар — «Руслан и Людмила» М. И. Глинки[2]
- Кончак — «Князь Игорь» А. П. Бородина
- Борис Годунов; Пимен; Варлаам — «Борис Годунов» М. П. Мусоргского
- Досифей — «Хованщина» М. П. Мусоргского
- Гремин — «Евгений Онегин» П. И. Чайковского
- король Рене — «Иоланта» П. И. Чайковского
- Архиепископ — «Орлеанская дева» П. И. Чайковского
- Мстивой — «Млада» Н. А. Римского-Корсакова
- Борис Тимофеевич — «Леди Макбет Мценского уезда» Д. Д. Шостаковича
- Директор рулетки — «Игрок» С. С. Прокофьева
- Зарастро — «Волшебная флейта» В. А. Моцарта
- Командор — «Дон Жуан» В. А. Моцарта
- Дон Базилио — «Севильский цирюльник» Дж. Россини
- Падре Гуардиано — «Сила судьбы» Дж. Верди
- Закария — «Набукко» Дж. Верди
- Филлип II — «Дон Карлос» Дж. Верди
- Рамфис — «Аида» Дж. Верди
- Фиеско — «Симон Бокканегра» Дж. Верди
- Мефистофель — «Фауст» Ш. Гуно
- Гектор — «Троянцы» Г. Берлиоза
- Тимур — «Турандот» Дж. Пуччини
- Король Марк — «Тристан и Изольда» Р. Вагнера
- Тирезий — «Эдип» Дж. Энеску

## Награды и признание
- 1-я премия Всесоюзного конкурса вокалистов им. Глинки (1981)
- Гран-при Международного конкурса вокалистов им. Ф. Виньяса (Барселона, 1983).
- Заслуженный артист Российской Федерации (1995)
- Орден Дружбы (2005).